# Lijst van rijksmonumenten in Alblasserdam
De plaats Alblasserdam telt 23 inschrijvingen in het rijksmonumentenregister. Hieronder een overzicht. 
| Object | Oorspronkelijke functie?  | Bouwjaar                            | Architect             | Locatie                  | Coördinaten?                  | Nr.?   | Afbeelding |
| --- | ------------------------- | ----------------------------------- | --------------------- | ------------------------ | ----------------------------- | ------ | --- |
| Terrein waarin de aanleg en overblijfselen van het kasteel Souburgh | Archeologisch monument    | Late Middeleeuwen                   |                       |                          | 51° 51' 37" NB, 4° 40' 46" OL | 46221  | Upload foto |
| Huisterp | Archeologisch monument    | Late middeleeuwen                   |                       |                          | 51° 52' 3" NB, 4° 40' 53" OL  | 46222  | Upload foto |
| Terrein waarin sporen van bewoning | Archeologisch monument    | Romeinse Tijd                       |                       |                          | 51° 51' 10" NB, 4° 40' 45" OL | 46224  | Terrein waarin sporen van bewoning |
| Kerk van de Nederlands-Hervormde gemeente in neogotische stijl | Kerk en kerkonderdeel     | 1899                                |                       | Cortgene 8               | 51° 51' 44" NB, 4° 39' 21" OL | 516070 | Meer afbeeldingen |
| Herenhuis in neorenaissance stijl | Woonhuis                  | 1905-1910                           |                       | Cortgene 127             | 51° 51' 52" NB, 4° 39' 3" OL  | 516071 | Meer afbeeldingen |
| Woonhuizen van het type rug-aan-rugwoning zijn gecombineerd met een smederij in Traditioneel Ambachtelijke stijl | Woonhuis                  | 1852-1853                           |                       | Kerkstraat 49            | 51° 51' 43" NB, 4° 40' 1" OL  | 516072 | Meer afbeeldingen |
| Woonhuis van het type dijkwoning in Traditioneel-Ambachtelijke stijl | Woonhuis                  | 1900                                |                       | Oost Kinderdijk 4        | 51° 51' 52" NB, 4° 38' 58" OL | 516073 | Woonhuis van het type dijkwoning in Traditioneel-Ambachtelijke stijl |
| Huis van Zessen; Woonhuis van het type dijkwoning | Woonhuis                  | 1923                                | Cornelis van Eesteren | West Kinderdijk 89       | 51° 52' 23" NB, 4° 38' 8" OL  | 516074 | Meer afbeeldingen |
| Brug over de Noord | Brug                      | 1939                                |                       | Ruigenhil bij 1          | 51° 51' 17" NB, 4° 39' 31" OL | 516075 | Brug over de Noord |
| De Blokker | Industrie- en poldermolen | onbekend/ herbouwd na brand in 2001 |                       | Blokweerschekade 7       | 51° 52' 42" NB, 4° 38' 47" OL | 7091   | Meer afbeeldingen |
| Ambachtsherenhuis, bestaande uit parterre en verdieping, gedekt door schilddak met hoekschoorstenen | Woonhuis                  | 1841                                |                       | Cortgene 9               | 51° 51' 44" NB, 4° 39' 31" OL | 7092   | Meer afbeeldingen |
| Nabij de oude toren gelegen boerderij, waarvan het woongedeelte een puntgevel heeft met in de top een kruiskozijn. Overigens vensters met kleine roedenverdeling en luiken; vloeddeur met bovenlicht. Schuur met zij- inrijdeuren | Boerderij                 | 17e eeuw                            |                       | Kerkstraat 175           | 51° 51' 41" NB, 4° 40' 1" OL  | 7093   | Meer afbeeldingen |
| Toren der voormalige Hervormde Kerk | Kerk en kerkonderdeel     | 15e eeuw                            |                       | Kerkstraat tegenover 144 | 51° 51' 41" NB, 4° 40' 5" OL  | 7094   | Meer afbeeldingen |
| Kortlandse Molen | Industrie- en poldermolen | 1890                                |                       | Kortland 36              | 51° 52' 22" NB, 4° 40' 25" OL | 7095   | Meer afbeeldingen |
| Souburgse Molen | Industrie- en poldermolen | 1860 (bouw) 1997 (onttakeld)        |                       | Kortland 75              | 51° 51' 54" NB, 4° 40' 42" OL | 7096   | Meer afbeeldingen |
| Herenhuis van parterre en verdieping onder zadeldak | Woonhuis                  | 1853                                |                       | Oost Kinderdijk 19       | 51° 51' 53" NB, 4° 38' 57" OL | 7097   | Meer afbeeldingen |
| Huis te Kinderdijk. Deftig herenhuis van parterre en verdieping, ter breedte van vijf vensterassen. Dwars schilddak met schoorstenen en dakkapellen                                                                               | Woonhuis                  | 1720, veranderd in 1929             |                       | Oost Kinderdijk 191      | 51° 52' 3" NB, 4° 38' 37" OL  | 7098   | Meer afbeeldingen |
| Dwarshuis van begane-grond met hoog schilddak. Deuromlijsting met hoofdgestel op gesneden consoles. Vensters met luiken en zesruitsschuiframen. Vormt een geheel met het buurnummer 277                                           | Woonhuis                  | midden 19e eeuw                     |                       | Oost Kinderdijk 279      | 51° 52' 8" NB, 4° 38' 28" OL  | 7099   | Dwarshuis van begane-grond met hoog schilddak. Deuromlijsting met hoofdgestel op gesneden consoles. Vensters met luiken en zesruitsschuiframen. Vormt een geheel met het buurnummer 277       |
| Dwarshuis van begane-grond met hoog schilddak. Deuromlijsting met hoofdgestel op gesneden consoles. Vensters met luiken. Vormt een geheel met het buurnummer 279                                                                  | Dienstwoning              | midden 19e eeuw                     |                       | Oost Kinderdijk 277      | 51° 52' 8" NB, 4° 38' 28" OL  | 7100   | Meer afbeeldingen |
| Dwarshuis van begane-grond met hoog zadeldak. Dubbele deuromlijsting met hoofdgestel op gesneden consoles. Vensters, die bij nr 283 nog hun zesruitsramen hebben bewaard, voorzien van luiken                                     | Dienstwoning              | midden 19e eeuw                     |                       | Oost Kinderdijk 281      | 51° 52' 8" NB, 4° 38' 27" OL  | 7101   | Dwarshuis van begane-grond met hoog zadeldak. Dubbele deuromlijsting met hoofdgestel op gesneden consoles. Vensters, die bij nr 283 nog hun zesruitsramen hebben bewaard, voorzien van luiken |
| Boerderijtje onder rieten dak aan de dijk, met in de rechter zijgevel geblokte ontlastingsbogen. In de vensters van de voorgevel kleine roedenverdeling                                                                           | Boerderij                 | 17e eeuw                            |                       | Oost Kinderdijk 303      | 51° 52' 10" NB, 4° 38' 25" OL | 7102   | Meer afbeeldingen |
| Souburgh: woonhuis met aangebouwde stal en met toegangshek | Boerderij                 | 1850-1941                           |                       | Kortland 51              | 51° 51' 37" NB, 4° 40' 49" OL | 516068 | Meer afbeeldingen |
| Souburgh: appelschuur | Boerderij                 | derde kwart 19e eeuw                |                       | Kortland 49              | 51° 51' 36" NB, 4° 40' 44" OL | 516069 | Meer afbeeldingen |

Alblasserdam ·
Albrandswaard ·
Alphen aan den Rijn ·
Barendrecht ·
Bodegraven-Reeuwijk ·
Capelle aan den IJssel ·
Delft ·
Den Haag ·
Dordrecht ·
Goeree-Overflakkee ·
Gorinchem ·
Gouda ·
Hardinxveld-Giessendam ·
Hendrik-Ido-Ambacht ·
Hillegom ·
Hoeksche Waard‎ ·
Kaag en Braassem ·
Katwijk ·
Krimpen aan den IJssel ·
Krimpenerwaard ·
Lansingerland ·
Leiden ·
Leiderdorp ·
Leidschendam-Voorburg ·
Lisse ·
Maassluis ·
Midden-Delfland ·
Molenlanden ·
Nieuwkoop ·
Nissewaard ·
Noordwijk ·
Oegstgeest ·
Papendrecht ·
Pijnacker-Nootdorp ·
Ridderkerk ·
Rijswijk ·
Rotterdam ·
Schiedam ·
Sliedrecht ·
Teylingen ·
Vlaardingen ·
Voorne aan Zee ·
Voorschoten ·
Waddinxveen ·
Wassenaar ·
Westland ·
Zoetermeer ·
Zoeterwoude ·
Zuidplas ·
Zwijndrecht